# Superprestige veldrijden 2016-2017
De Superprestige veldrijden 2016-2017 (officieel: Hansgrohe Superprestige 2016-2017) was het 35ste seizoen van het regelmatigheidscriterium in het veldrijden. De Superprestige wordt georganiseerd door de Verenigde Veldritorganisatoren en bestaat uit crossen in België en Nederland. Ten opzichte van het vorige seizoen waren er geen veranderingen geweest in de samenstelling van het klassement. Bij de mannen was Wout van Aert de verdedigende kampioen, bij de vrouwen Sanne Cant.

## Puntenverdeling
Punten werden toegekend aan alle crossers die in aanmerking komen voor Superprestige-punten. Voor alle categorieën ontving de top vijftien punten aan de hand van de volgende tabel:
| Positie | 1  | 2  | 3  | 4  | 5  | 6  | 7 | 8 | 9 | 10 | 11 | 12 | 13 | 14 | 15 |
| Punten  | 15 | 14 | 13 | 12 | 11 | 10 | 9 | 8 | 7 | 6  | 5  | 4  | 3  | 2  | 1  |

Aan de hand van de gewonnen punten in de acht wedstrijden werd voor elke categorie een eindklassement opgemaakt. De veldrijder met het hoogste aantal punten werd als winnaar van de Superprestige uitgeroepen. In het klassement van de Superprestige Ladies Trophy en Ridley Cup junioren telden alle wedstrijden mee voor het klassement, in de wedstrijden van Hoogstraten en Middelkerke ontvingen de renners dubbele punten. In de einduitslag werd rekening gehouden met de beste zes (6!) uitslagen (behaalde punten). De elite en beloften (-23 jaar) renners reden samen, er werd wel een apart klassement opgemaakt. De beloften renners streden zodoende ook mee om het elite eindklassement.
1. ↑  De renners hadden niet de verplichting om aan alle wedstrijden die in aanmerking kwamen voor de Superprestige deel te nemen. Indien bij het opmaken van het eindklassement meerdere renners met eenzelfde aantal punten zouden eindigen, werd voorrang gegeven aan de renner die in de meeste wedstrijden Superprestige van start is gegaan. Stonden op dat gebied de renners nog gelijk, werd een voordeel gegeven aan de renner met de meeste overwinningen in de crossen voor de Superprestige. Indien deze factor niet kon meespelen, zou de renner met de beste uitslag in de laatste wedstrijd (Middelkerke 11/02/2017) het voordeel genieten.[1]

## Mannen elite

### Kalender en podia
| Datum      | Locatie                               | Cat. | Eerste               | Tweede               | Derde          | Leider in het klassement |         |
| ---------- | ------------------------------------- | ---- | -------------------- | -------------------- | -------------- | ------------------------ | ------- |
| 02/10/2016 | Cyclocross Gieten, Gieten             | C1   | Mathieu van der Poel | Wout van Aert        | Laurens Sweeck | Mathieu van der Poel     | details |
| 16/10/2016 | Cyclocross Zonhoven, Zonhoven         | C1   | Mathieu van der Poel | Wout van Aert        | Laurens Sweeck | Mathieu van der Poel     | details |
| 06/11/2016 | Cyclocross Ruddervoorde, Ruddervoorde | C1   | Mathieu van der Poel | Wout van Aert        | Laurens Sweeck | Mathieu van der Poel     | details |
| 13/11/2016 | Cyclocross Asper-Gavere, Gavere       | C1   | Mathieu van der Poel | Wout van Aert        | Toon Aerts     | Mathieu van der Poel     | details |
| 03/12/2016 | GP Région Wallonne, Spa-Francorchamps | C1   | Wout van Aert        | Mathieu van der Poel | Toon Aerts     | Mathieu van der Poel     | details |
| 23/12/2016 | Cyclocross Diegem, Diegem             | C1   | Mathieu van der Poel | Wout van Aert        | Kevin Pauwels  | Mathieu van der Poel     | details |
| 05/02/2017 | Vlaamse Aardbeiencross, Hoogstraten   | C1   | Mathieu van der Poel | Wout van Aert        | Kevin Pauwels  | Mathieu van der Poel     | details |
| 11/02/2017 | Noordzeecross, Middelkerke            | C1   | Mathieu van der Poel | Wout van Aert        | Laurens Sweeck | Mathieu van der Poel     | details |

### Eindstand
| Pos. | Renner               | Team                                                  | GIE | ZON | RUD | GAV | SPA | DIE | HOO | MID | Punten |
| ---- | -------------------- | ----------------------------------------------------- | --- | --- | --- | --- | --- | --- | --- | --- | ------ |
| 1    | Mathieu van der Poel | Beobank-Corendon                                      | 1   | 1   | 1   | 1   | 2   | 1   | 1   | 1   | 119    |
| 2    | Wout van Aert        | Crelan-Vastgoedservice/Veranda's Willems-Crelan       | 2   | 2   | 2   | 2   | 1   | 2   | 2   | 2   | 113    |
| 3    | Laurens Sweeck       | ERA-Circus                                            | 3   | 3   | 3   | 5   | 5   | 10  | 4   | 3   | 92     |
| 4    | Kevin Pauwels        | Marlux-Napoleon Games                                 | 11  | 10  | 4   | 6   | 4   | 3   | 3   | 15  | 72     |
| 5    | Jens Adams           | Crelan-Vastgoedservice/Pauwels Sauzen-Vastgoedservice | 4   | 6   | 5   | 9   | 7   | 5   | 10  | 21  | 66     |
| 6    | Klaas Vantornout     | Marlux-Napoleon Games                                 | 6   | 5   | 9   | 4   | 9   | 9   | 12  | 10  | 64     |
| 7    | Tom Meeusen          | Telenet-Fidea Lions                                   | 7   | 12  | 35  | 7   | 6   | 8   | 6   | 6   | 60     |
| 8    | Toon Aerts           | Telenet-Fidea Lions                                   | 5   | 26  | 6   | 3   | 3   | 4   | –   | –   | 59     |
| 9    | David van der Poel   | Beobank-Corendon                                      | 9   | 9   | 7   | 8   | 12  | 6   | 32  | 28  | 45     |
| 10   | Lars van der Haar    | Giant-Alpecin/Telenet-Fidea Lions                     | 10  | 4   | –   | –   | –   | –   | 9   | 4   | 37     |

| Pos. | Prijzengeld |
| ---- | ----------- |
| 1    | € 30.000    |
| 2    | € 17.500    |
| 3    | € 12.500    |
| 4    | € 7.500     |
| 5    | € 5.000     |
| 6    | € 2.500     |
| 7    | € 2.000     |
| 8    | € 1.750     |
| 9    | € 1.250     |
| 10   | € 1.000     |
| 11   | € 800       |
| 12   | € 700       |
| Tot. | € 82.500    |

## Vrouwen elite

### Kalender en podia
| Datum      | Locatie                               | Cat. | Eerste          | Tweede             | Derde             | Leidster in het klassement |         |
| ---------- | ------------------------------------- | ---- | --------------- | ------------------ | ----------------- | -------------------------- | ------- |
| 02/10/2016 | Cyclocross Gieten, Gieten             | C1   | Sanne Cant      | Lucinda Brand      | Sophie de Boer    | Sanne Cant                 | details |
| 16/10/2016 | Cyclocross Zonhoven, Zonhoven         | C1   | Sanne Cant      | Jolien Verschueren | Nikki Brammeier   | Sanne Cant                 | details |
| 06/11/2016 | Cyclocross Ruddervoorde, Ruddervoorde | C1   | Sophie de Boer  | Sanne Cant         | Ellen Van Loy     | Sanne Cant                 | details |
| 13/11/2016 | Cyclocross Asper-Gavere, Gavere       | C1   | Sanne Cant      | Jolien Verschueren | Christine Majerus | Sanne Cant                 | details |
| 03/12/2016 | GP Région Wallonne, Spa-Francorchamps | C1   | Thalita de Jong | Sanne Cant         | Christine Majerus | Sanne Cant                 | details |
| 23/12/2016 | Cyclocross Diegem, Diegem             | C1   | Marianne Vos    | Sanne Cant         | Kateřina Nash     | Sanne Cant                 | details |
| 05/02/2017 | Vlaamse Aardbeiencross, Hoogstraten   | C1   | Sophie de Boer  | Helen Wyman        | Ellen Van Loy     | Sanne Cant                 | details |
| 11/02/2017 | Noordzeecross, Middelkerke            | C1   | Sanne Cant      | Sophie de Boer     | Ellen Van Loy     | Sanne Cant                 | details |

### Eindstand
| Pos. | Renster             | Team                                            | GIE | ZON | RUD | GAV | SPA | DIE | HOO | MID | Punten |
| ---- | ------------------- | ----------------------------------------------- | --- | --- | --- | --- | --- | --- | --- | --- | ------ |
| 1    | Sanne Cant          | Beobank-Corendon                                | 1   | 1   | 2   | 1   | 2   | 2   | 4   | 1   | 113    |
| 2    | Sophie de Boer      | Kalas-NNOF Cycling Team / Breepark              | 3   | DNF | 1   | 6   | –   | 12  | 1   | 2   | 100    |
| 3    | Ellen Van Loy       | Telenet-Fidea Lions                             | 7   | 5   | 3   | 4   | 4   | –   | 3   | 3   | 100    |
| 4    | Elle Anderson       | Elle Anderson Racing                            | 6   | 15  | 7   | 9   | 5   | 15  | 8   | 8   | 69     |
| 5    | Laura Verdonschot   | Kalas-NNOF Cycling Team / Marlux-Napoleon Games | 4   | 7   | 6   | 7   | –   | 7   | 12  | 7   | 67     |
| 6    | Maud Kaptheijns     | Steylaerts - Verona                             | 13  | 6   | DNF | –   | –   | 11  | 5   | 4   | 64     |
| 7    | Nikki Brammeier     | Boels Dolmans Cycling Team                      | 5   | 3   | –   | –   | –   | 5   | –   | 5   | 57     |
| 8    | Alice Maria Arzuffi | Lensworld.eu-Zannata/Lensworld-Kuota            | –   | 8   | 4   | 5   | 8   | 6   | DNF | –   | 49     |
| 9    | Helen Wyman         | Kona Factory Team                               | –   | –   | –   | –   | –   | –   | 2   | 6   | 48     |
| 10   | Loes Sels           | KDL Cycling Team                                | 8   | DNF | 10  | –   | 10  | 13  | 11  | 9   | 47     |

| Pos. | Prijzengeld |
| ---- | ----------- |
| 1    | € 4.000     |
| 2    | € 2.300     |
| 3    | € 1.500     |
| 4    | € 1.000     |
| 5    | € 600       |
| 6    | € 350       |
| 7    | € 250       |
| Tot. | € 10.000    |

## Tv-rechten
Door een beslissing van het Hof van Beroep konden niet enkel Telenet-klanten dit seizoen naar de Superprestige kijken. De tv-rechten waren niet-exclusief en dus konden ook alle wedstrijden uitgezonden worden op Proximus TV. Het Mededingingscollege van de Belgische Mededingingsautoriteit oordeelde in november 2015 dat de exclusieve uitzendrechten van de Superprestige veldrijden niet op een correcte manier waren toegekend. Door die beslissing konden ook andere partijen met de Verenigde Veldritorganisatoren onderhandelen om de veldritten uit te zenden. Het Hof van Beroep heeft die maatregel in september 2016 bevestigd. Die uitspraak leidde ertoe dat er een einde kwam aan de exclusiviteit van de Superprestige voor Telenet. Tv-aanbieder Proximus heeft vervolgens met succes, ook een uitzendovereenkomst verworven. Sporza zond de wedstrijden in Zonhoven en Asper-Gavere uit, net als een samenvatting van de 6 andere wedstrijden.
 Cyclocross Gieten · 
 Cyclocross Zonhoven · 
 Cyclocross Ruddervoorde · 
 Cyclocross Asper-Gavere · 
 GP Région Wallonne · 
 Cyclocross Diegem · 
 Vlaamse Aardbeiencross · 
 Noordzeecross
Kampioenschappen:  Wereldkampioenschappen ·
 Europese kampioenschappen ·
 Belgische kampioenschappen ·
 Nederlandse kampioenschappen
Klassementen:  Wereldbeker ·
 Superprestige ·
 DVV Verzekeringen/IJsboerke Trofee ·
 EKZ CrossTour ·
 TOI TOI Cup ·
 National Trophy Series ·
 Coupe de France ·
 Copa de España ·
 New England Series
Overig:  Brico Cross ·
 Soudal Classics
1982-1983 · 1983-1984 · 1984-1985 · 1985-1986 · 1986-1987 · 1987-1988 · 1988-1989 · 1989-1990 · 1990-1991 · 1991-1992 · 1992-1993 · 1993-1994 · 1994-1995 · 1995-1996 · 1996-1997 · 1997-1998 · 1998-1999 · 1999-2000 · 2000-2001 · 2001-2002 · 2002-2003 · 2003-2004 · 2004-2005 · 2005-2006 · 2006-2007 · 2007-2008 · 2008-2009 · 2009-2010 · 2010-2011 · 2011-2012 · 2012-2013 · 2013-2014 · 2014-2015 · 2015-2016 · 2016-2017 · 2017-2018 · 2018-2019 · 2019-2020 · 2020-2021 · 2021-2022 · 2022-2023 · 2023-2024 · 2024-2025